# (469704) 2005 EZ296
(469705) 2005 EZ296 est un objet transneptunien du groupe des plutinos.

## Caractéristiques
(469705) 2005 EZ296 mesure environ 210 km de diamètre.